# 요한복음 9장
요한복음 9장은 신약성경 중 요한의 복음서의 아홉 번째 장을 의미한다. 여기서 예수는 날 때부터 맹인이었던 사람을 치유하는 실로암의 기적을 일으키고, 이에 대한 바리새인들의 대응을 볼 수 있다.

## 배경
예수와 제자들이 요한복음 7장에서 예루살렘에 내려간 후로 예루살렘을 나왔다는 언급은 나타나지 않는다. 본문에서 언급되는 실로암 연못은 예루살렘 구도시 성벽 남동부 외곽의 절벽 밑에 위치한다. 이 기적 14절에서 언급되듯 안식일에 일어나나, 7~8장의 초막절 기간에 벌어졌다고 볼 만한 확실한 근거는 존재하지 않는다. 그러나 예수의 강론이 실제로는 매우 짧은 시간동안 이루어진 것이고, 초막절 이후 9장까지 특별한 사건이 존재하지 않는다는 점을 들어 이 사건이 초막절 기간중에 일어났다고 보는 시각이 존재한다.

## 본문
예수는 날 때부터 맹인이었던 자를 만나고 제자들은 이 맹인의 눈이 먼 것이 그의 죄인지 그 부모의 죄인지를 묻는다. 이에 대해 예수는 누구의 죄 때문이 아니라, 하나님의 일을 드러내기 위한 것이라고 대답한다. 4절의 본문은 한국어 성경에서는 공통적으로 "우리"는 "나"를 보낸 분의 일을 해야한다고 번역한다. 하지만 텍스투스 레셉투스와 불가타역 성경에서는 행동의 주체를 우리가 아닌 "나"로 번역한다. 이후 예수는 진흙에 침을 뱉어 이갠 뒤에 맹인의 눈에 바르고 실로암으로 보내는데, 실로암이란 "보냄"이라는 뜻으로 예수가 보냄받은 사람임을 나타낸다고 해석하는 학자들도 있다. 맹인은 실로암에서 진흙을 닦고 눈이 떠진다.
이후 눈이 띄워진 맹인의 이야기를 들은 바리새인들이 누가 눈을 뜨게 했느냐 묻고, 과연 정말 맹인이 맞았는지 확인하기 위해 그 부모를 소환해 묻는다. 부모는 그가 정말 소경이 맞다고 대답하며, 그 경위에 대해선 직접 물어보라고 한다. 사도 요한은 22절에서 당시 유대인들이 예수를 그리스도라 시인하는 자를 "회당에서 쫓아내기로" 결의했다고 덧붙인다. 회당에서 쫓아낸다는 이 표현은 요한복음 12장 42절과 16장 2절에서만 사용되는 표현이다. 유대인들의 이 결의와 얌니아 회의가 같은 것이라는 주장이 있다. 실제로 이 맹인이었던 사람은 예수를 하나님이 보낸 사람이라고 증언하다가 34절에서 쫓겨난다.